# 120 Pułk Piechoty AK Ziemi Pińczowskiej
120 Pułk Piechoty AK Ziemi Pińczowskiej – jeden z pułków piechoty w strukturze organizacyjnej Armii Krajowej. 
Pułk wchodził w skład 106 Dywizji Piechoty Armii Krajowej i  dowodził nim kpt Roman Zawarczyński ps. „Sewer”. Uczestniczył w Akcji „Burza”, a swoimi działaniami bojowymi razem z partyzantami z Batalionów Chłopskich i Armii Ludowej przyczynił się do wyzwolenia spod okupacji niemieckiej znacznej części Ponidzia i utworzenia tzw. Republiki Pińczowskiej. Jeden z jego batalionów dowodzony przez Stanisława Padłę brał udział w walce przeciw oddziałowi  Feldjägerkorpsu stoczonej 5 sierpnia 1944 roku pod Jaksicami.